# Спанос, Дин
Дин Алекса́ндр Спа́нос (англ. Dean Alexander Spanos; род 26 мая 1950, Стоктон, Калифорния, США) — американский бизнесмен и филантроп, владелец и председатель совета директоров спортивного клуба «Лос-Анджелес Чарджерс», а также председатель совета директоров/CEO компании «A. G. Spanos Companies» — одного из крупнейших застройщиков квартир в США. Сын одного из самых состоятельных греков США, бизнесмена и филантропа Алекса Спаноса, основателя «A. G. Spanos Companies» и владельца «Лос-Анджелес Чарджерс». Лауреат Почётной медали острова Эллис (2002). Член Зала славы ордена Де Моле (2003).
Будучи одним из самых активных деятелей греческой общины США и диаспоры в целом, является членом Ордена святого апостола Андрея (архонт маестор Вселенского Патриархата, 2004) и организации «FAITH: An Endowment for Orthodoxy & Hellenism», оказывающей финансовую поддержку институтам Греческой православной архиепископии Америки для сохранения и продвижения греческого православия и эллинизма в США.

## Биография
Один из четырёх детей в семье греков Алекса Спаноса и Фэй Папафаклис.
Учился в средней школе имени Линкольна в Стоктоне. Увлекался футболом и гольфом, был обладателем различных наград и почестей, в том числе Lincoln High Hall of Fame Award.
В 1972 году окончил Тихоокеанский университет со степенью бакалавра делового администрирования. В этом же году присоединился к компании своего отца «A. G. Spanos Companies».
В 1994 году принял от отца контроль над повседневной деятельностью «Лос-Анджелес Чарджерс», заняв должность президента и CEO, которую в 2015 году передал своим сыновьям.
В 2014 году супруги Дин и Сьюзи Спанос пожертвовали 500 000 долларов Калифорнийскому университету в Сан-Диего для Спортивного центра имени Алекса Г. Спаноса (Alex G. Spanos Athletic Performance Center), что в итоге составило более 1,6 млн долларов общей суммы их пожертвований этому учебному заведению. Также семья Спанос пожертвовала 1 млн долларов в качестве помощи после лесных пожаров в округе Сан-Диего, а после урагана «Харви» в 2017 году Спанос и «Лос-Анджелес Чарджерс» пожертвовали 500 000 долларов для ликвидации разрушительных последствий и оказания помощи пострадавшим.

## Признание
За свою предпринимательскую деятельность на благо спорта, в частности Национальной футбольной лиги (NFL), и благотворительную деятельность был удостоен ряда наград.
В 2002 году стал обладателем Почётной медали острова Эллис, что случилось спустя 16 лет после того, как она была вручена его отцу.
В 2004 году получил награду «Jose A. Cota Award» за свою филантропичекскую деятельность и помощь со стороны «Лос-Анджелес Чарджерс» правоохранительным органам.
В 2005 году получил награду «Выдающийся американец» от отделения Национального футбольного фонда в Сан-Диего.
В 2006 году президент США Джордж У. Буш назначил Спаноса членом совета директоров Центра исполнительских искусств имени Джона Ф. Кеннеди.
В 2016 году газета «USA Today» поместила имя Спаноса на 21 место в своём Списке 100 самых важных людей в NFL.
В 2017 году Американо-греческий совет (Калифорния) удостоил Спаноса награды «Аристион», вручаемой отличившимся представителям греческой общины США.

## Личная жизнь
С 1977 года женат на Сьюзи Лукас, в браке с которой имеет двоих сыновей. Пара проживает в районе Ла-Холья города Сан-Диего. В 2011 году Сьюзи Спанос получила престижную награду «Celebration of Life» от Американского онкологического общества.